# I Still Believe in You (singolo Vince Gill)
I Still Believe in You è un singolo discografico del musicista statunitense Vince Gill, pubblicato nel 1992 ed estratto dall'album omonimo.

## Il brano
Il brano è stato scritto da Vince Gill e John Barlow Jarvis.

## Tracce
- 7"

1. I Still Believe in You
2. One More Last Chance (B-side)

## Video
Il videoclip della canzone è stato diretto da John Lloyd Miller e girato a Joliet (Illinois).